# صالح باشا الإزميري
صالح باشا الإزميري (بالتركية: Hacı Salih Paşa)‏ أو (بالتركية: İzmirli Salih Paşa)‏ كان الصدر الأعظم للدولة العثمانية في الفترة ما بين 30 أبريل 1821 حتى 11 نوفمبر 1822. تولى منصب قبطان باشا البحرية العثمانية (أدميرال). تُوفي في ديسمبر 1828 بمدينة أضنة.

## أنظر أيضا
- قائمة قباطين البحر العثمانيين.
- قائمة الصدور العظام للدولة العثمانية.